# 1-800-273-8255
1-800-273-8255 ist ein Lied des US-amerikanischen Rappers Logic aus dem Jahr 2017, das er zusammen mit Alessia Cara und Khalid aufnahm. Das Lied handelt von Suizidalität; der Titel ist die Telefonnummer der US-amerikanischen Suizidhotline National Suicide Prevention Lifeline.

## Inhalt
Das Lied handelt von einer Person, die keinen Sinn mehr in ihrem Leben sieht.

„I’ve been on the low/I been taking my time/I feel like I’m out of my mind/It feel like my life ain't mine/Who can relate?“

„Ich war am Tiefpunkt/Ich habe mir Zeit gelassen/Ich habe das Gefühl, dass ich verrückt bin/Es fühlt sich an, als ob mein Leben nicht mein ist/Wer kann das nachvollziehen?“

Die Person ruft daraufhin die nationale Suizidhotline an und der Person wird geholfen.

„I want you to be alive/I want you to be alive/You don’t gotta die today/You don’t gotta die/I want you to be alive/I want you to be alive/You don’t gotta die“

„Ich will, dass du am Leben bleibst/Ich will, dass du am Leben bleibst/Du musst heute nicht sterben/Du musst nicht sterben/Ich will, dass du am Leben bleibst/Ich will, dass du am Leben bleibst/Du musst nicht sterben“

Nach dem Gespräch ändert die anrufende Person ihre Einstellung.

„The lane I travel feels alone/but I’m moving ’til my legs give out/and I see my tears melt in the snow/but I don’t wanna cry/I don’t wanna cry anymore/I wanna feel alive/I don’t even wanna die anymore.“

„Die Spur, in der ich reise, fühlt sich alleine an/aber ich bewege mich, bis meine Beine nachgeben/und ich sehe meine Tränen im Schnee schmelzen/aber ich will nicht weinen/Ich will nicht mehr weinen/Ich will mich lebendig fühlen/Ich will nicht mehr sterben.“

## Veröffentlichung und Nachwirkung
Das Lied wurde am 28. April 2017 veröffentlicht. An dem Tag erhielt die nationale Suizidhotline 4.573 Anrufe, der zweithöchste Wert in ihrer Geschichte nach dem Suizid von Robin Williams. Dies war eine Steigerung um 27 % zur sonst üblichen Anrufhäufigkeit. Im August 2017 führten die Künstler das Lied bei den MTV Video Music Awards auf, woraufhin die Anrufmenge um 50 % anstieg. Insgesamt waren es 5.041 Anrufe an jenem Tag. Am 28. Januar 2018 führte er den Song auch bei den Grammy Awards auf. In den zwei Stunden nach dem Auftritt verdreifachten sich die Anrufzahlen.
Eine bei The BMJ publizierte Untersuchung schätzte, dass sich in den Vereinigten Staaten während der 34 Tagen mit der meisten Aufmerksamkeit für den Song 245 (95 %-Konfidenzintervall zwischen 36 und 453) weniger Menschen als erwartet das Leben nahmen. Dies entspricht einer Reduktion von 5,5 % (95 %-KI 0,8 %–10,1 %).

## Musikvideo
Das Musikvideo zum Lied wurde am 17. August 2017 veröffentlicht. Das Musikvideo hat eine Länge von ca. sieben Minuten. Es erzählt die Geschichte eines homosexuellen Teenagers, der sowohl in der Schule, als auch zuhause Homophobie und Mobbing ausgesetzt ist. Dies führt dazu, dass er über Suizid nachdenkt, jedoch nach einem Anruf bei der National Suicide Prevention Lifeline seine Einstellung ändert.

## Kommerzieller Erfolg

### Chartplatzierungen
| ChartsChartplatzierungen       | Höchstplatzierung | Wochen |
| ------------------------------ | ----------------- | ------ |
| Deutschland (GfK)              | 45 (14 Wo.)       | 14     |
| Österreich (Ö3)                | 42 (12 Wo.)       | 12     |
| Schweiz (IFPI)                 | 50 (14 Wo.)       | 14     |
| Vereinigte Staaten (Billboard) | 3 (42 Wo.)        | 42     |
| Vereinigtes Königreich (OCC)   | 9 (23 Wo.)        | 23     |

| ChartsJahrescharts (2017)      | Platzierung |
| ------------------------------ | ----------- |
| Vereinigte Staaten (Billboard) | 31          |
| Vereinigtes Königreich (OCC)   | 84          |

| ChartsJahrescharts (2018)      | Platzierung |
| ------------------------------ | ----------- |
| Vereinigte Staaten (Billboard) | 84          |

### Auszeichnungen für Musikverkäufe
| Land/Region                  | Auszeichnungen für Musikverkäufe (Land/Region, Auszeichnung, Verkäufe) | Verkäufe   |
| ---------------------------- | ---------------------------------------------------------------------- | ---------- |
| Australien (ARIA)            | 3× Platin                                                              | 210.000    |
| Belgien (BRMA)               | Gold                                                                   | 15.000     |
| Brasilien (PMB)              | 2× Platin                                                              | 80.000     |
| Dänemark (IFPI)              | 2× Platin                                                              | 180.000    |
| Deutschland (BVMI)           | Gold                                                                   | 200.000    |
| Frankreich (SNEP)            | Platin                                                                 | 200.000    |
| Italien (FIMI)               | Platin                                                                 | 50.000     |
| Kanada (MC)                  | 5× Platin                                                              | 400.000    |
| Neuseeland (RMNZ)            | 5× Platin                                                              | 150.000    |
| Polen (ZPAV)                 | Platin                                                                 | 50.000     |
| Portugal (AFP)               | Platin                                                                 | 10.000     |
| Spanien (Promusicae)         | Gold                                                                   | 30.000     |
| Vereinigte Staaten (RIAA)    | 8× Platin                                                              | 8.000.000  |
| Vereinigtes Königreich (BPI) | 2× Platin                                                              | 1.200.000  |
| Insgesamt                    | 3× Gold · 31× Platin ·                                                 | 10.775.000 |

Hauptartikel: Alessia Cara/Auszeichnungen für Musikverkäufe